# Список эпизодов телесериала «Библиотекари»
Список серий американского приключенческого телесериала «Библиотекари», разработанного Джоном Роджерсом на основе телевизионной франшизы «Библиотекарь».

## Обзор сезонов
| Сезон | Сезон  | Эпизоды | Оригинальная дата показа | Оригинальная дата показа |
| Сезон | Сезон  | Эпизоды | Премьера сезона          | Финал сезона             |
| ----- | ------ | ------- | ------------------------ | ------------------------ |
|       | Фильмы | 3       | 5 декабря 2004           | 7 декабря 2008           |
|       | 1      | 10      | 7 декабря 2014           | 18 января 2015           |
|       | 2      | 10      | 1 ноября 2015            | 27 декабря 2015          |
|       | 3      | 10      | 20 ноября 2016           | 22 января 2017           |
|       | 4      | 12      | 13 декабря 2017          | 7 февраля 2018           |

## Список серий

### Сезон 1 (2014-15)
| № общий | № в сезоне | Название                                                 | Режиссёр        | Автор сценария                   | Дата премьеры   | Зрители в США (млн) |
| --- | ---------- | -------------------------------------------------------- | --------------- | -------------------------------- | --------------- | ------------------- |
| 1 | 1          | «…и Корона короля Артура» «And the Crown of King Arthur» | Дин Девлин      | Джон Роджерс                     | 7 декабря 2014  | 5,35                |
| Флинн Карсен, действующий библиотекарь магической библиотеки под Нью-Йоркской библиотекой «Метрополитен» вернулся, чтобы противостоять новым опасностям. На этот раз ему вновь предстоит противостоять Змеиному братству (тому самому, которое он победил в первой части франшизы), которое хочет заполучить корону короля Артура. В этом ему помогает его новый Хранитель — полковник контртеррористического отряда НАТО Ева Бэйрд. Но прежде чем помешать Змеиному братству, этим двоим предстоит найти трёх бывших конкурентов Флинна, который в день получения им должности не явились на собеседование. |            |                                                          |                 |                                  |                 |                     |
| 2 | 2          | «…и Меч в камне» «And the Sword in the Stone»            | Дин Девлин      | Джон Роджерс                     | 7 декабря 2014  | 5,35                |
| Затея Карсена провалилась: Змеиное братство украло корону и многие другие артефакты из библиотеки, сама библиотека свернулась и исчезла в неизвестном направлении, а Флинн ранен Экскалибуром, что означает — он умрёт через сутки от потери крови. Теперь вся надежда на помощь других: нового хранителя Еву, гениального вора Иезекииля, гения-синестетика Кассандру и ковбоя с высоким IQ Джейкоба. Им впятером придётся сорвать планы Змеиного братства, которые сводятся к уничтожению технологий с последующей заменой их на магию. |            |                                                          |                 |                                  |                 |                     |
| 3 | 3          | «…и Меж двух зол» «And the Horns of a Dilemma»           | Марк Роскин     | Джереми Бернштейн                | 14 декабря 2014 | 3,37                |
| Пока Флинн в отъезде для поисков затерявшейся в пространстве основной магической библиотеки, библиотекари-стажёры, направляемые Дженкинсом, проходят подготовку у Евы, хранителя библиотекарей. Однако Кассандра, Джейкоб и Иезекииль рвутся в бой сильнее, чем Ева может позволить. В итоге все четверо отправляются в фирму, где пропадают стажёры. В конце концов команда библиотеки сталкиваются с Лабиринтом Минотавра и его грозным жителем. |            |                                                          |                 |                                  |                 |                     |
| 4 | 4          | «…и Ночные хлопоты Санты» «'And Santa's Midnight Run'»   | Джонатан Фрейкс | Пол Гайот и Джоффри Торн         | 21 декабря 2014 | 3,19                |
| Канун Рождества. Библиотекари хотят спокойно провести праздник, но им не удаётся — Санту Клауса похитили. Оказывается, Санта — не выдумка, а реальное существо, которое путешествует по миру целый год, чтобы накопить доброй энергии и выплеснуть её в ночь Рождества, дабы вернуть миру надежду ещё на один год. Братство намерено убить Санту, чтобы забрать его магию в самый критический момент. Библиотекари спасают его, но им надо вернуть его на Северный Полюс, чтобы совершить выброс энергии. Благодаря Братству самолёт падает, и наши герои и Санта застревают на заброшенной базе. Хуже того, у Санты пропала воля, и он не способен совершить выброс. Для этого ему необходима помощь человека с близкой связью к Рождеству. Этим человеком оказывается Ева, рождённая в этот праздник и долгое время ненавидящая его. Ева совершает благое дело, в один миг помогая миллиардам людей и спасая мир от чувства безысходности. |            |                                                          |                 |                                  |                 |                     |
| 5 | 5          | «…и Яблоко раздора» «And the Apple of Discord»           | Марк Роскин     | Пол Гайот и Джоффри Торн         | 28 декабря 2014 | 4,10                |
| К библиотекарям возвращается Флинн из-за землетрясений, вызванных драконами. Библиотекари с Флинном отправляются в Ватикан, чтобы разобраться в этом, а тем временем Джонс представляет библиотеку на конклаве (ООН для сверхъестественного), где Дюлак (предводитель Змеиного братства) хочет устроить вотум недоверия по-отношению к библиотекарям. Библиотекари узнают что жемчужина — не жемчужина, в ней скрыт древний артефакт — Яблоко раздора. Смогут ли библиотекари преодолеть все трудности, которые предоставит им судьба, и побороть злую магию Яблока раздора? |            |                                                          |                 |                                  |                 |                     |
| 6 | 6          | «…и Притчи Провидения» «And the Fables of Doom»          | Джонатан Фрейкс | Кейт Рорик                       | 4 января 2015   | 3,72                |
| В небольшом американском городке под названием Бремен совершаются странные события, которые напоминают классические сказки. По городу разгуливает огромный волк в бабушкином чепчике, люди начинают пропадать, а мэр города разгуливает голышом. Дженкинс считает, что виноват один из древних сказочных артефактов, но точно не уверен какой. В конце концов, обнаруживается что этим артефактом является магическая книга сказок, которая постепенно втягивает всех в окрестности в сказки, включая Библиотекарей. Стоун становится всё больше похож на охотника из сказки про Красную Шапочку, Ева превращается в принцессу, а Кассандра — в прекрасного принца. Лишь Иезекииль остаётся самим собой, олицетворяя роль дурака. Именно ему удаётся найти волшебную книгу, которой пользуется старый библиотекарь (обычный библиотекарь) чтобы забирать у больных детей жизненную силу. Он использует книгу, чтобы натравить шерифа и школьных спортсменов на Библиотекарей в качестве волков. Иезекиилю удаётся передать книгу больной девочке, и она переписывает историю, делая Стоуна киборгом, Еву — ниндзя, а Кассандру — Мерлином. Герои побеждают «волков», а старый библиотекарь засасывается в книгу как дань за её использование. В городе всё возвращается в привычное русло, девочка оказывается дочерью шерифа, а Библиотекари забирают книгу и уходят.                                   |            |                                                          |                 |                                  |                 |                     |
| 7 | 7          | «…и Правило трёх» «And the Rule of Three»                | Марк Роскин     | Пол Гайот и Кейт Рорик           | 11 января 2015  | 3,44                |
| Книга газетных вырезок настойчиво показывает библиотекарям объявление о научной ярмарке школьников, и стремясь разгадать загадку, они прибывают туда под видом окружных библиотекарей и судей мероприятия. Рассматривая инсталляции и общаясь со школьниками, они выясняют, что почти все стремятся победить не благодаря своим талантам, а пользуясь магическим приложением в смартфоне, которое якобы исполняет желания, и что несколько наиболее вероятных претендентов на победу ещё до начала конкурса попали в больницу. Выяснив, что из-за направленности массы желаний участников друг против друга, и по причине обратной реакции, может произойти магический выброс, Библиотекари пытаются обезопасить детей. Но библиотекари наталкиваются на противодействие попечительницы конкурса, оказавшейся феей Морганой, которая похвасталась, что это она дала магию программному коду, стремясь заполучить крупный магический выброс для себя. Кассандра рассчитывает пентаграмму (выполняющую роль клетки Фарадея), в которой можно обезопасить детей, и огородив людей в части зала, они спасают их. Моргана же ускользает, намекнув, что энергия ей нужна для укрытия от будущего апокалипсиса. |            |                                                          |                 |                                  |                 |                     |
| 8 | 8          | «…и Сердце тьмы» «And the Heart of Darkness»             | Джон Харрисон   | Джоффри Торн                     | 11 января 2015  | 2,86                |
| Библиотекари-стажёры со своим Хранителем заезжают в лес для поиска и восстановления повреждённой магической лей-линии. Там они натыкаются на выглядящую дико испуганной девушку Кейти в окровавленной одежде, сообщившую им, что на них в заброшенном доме напали. Зайдя в дом и активировав свитки для лей-линии, они разузнают о доме, выяснив, что это древнее перемещающееся волшебное строение. Один за другим члены группы исчезают в его помещениях, и оставшаяся на свободе Кассандра понимает, что виной всему эта девушка, которая просто заманивает своих жертв сюда. А дом лишь помогает нуждающимся, но по ошибке он приютил в себе семью серийных убийц, из которых осталась лишь последняя, и использующая помощь дома не по назначению. Попросив дом о поддержке, Кассандра побеждает Кейти, а дом освобождается от непрошеных гостей. |            |                                                          |                 |                                  |                 |                     |
| 9 | 9          | «…и Город света» «And the City of Light»                 | Таня МакКирнан  | Джон Роджерс и Джереми Бернштейн | 18 января 2015  | 3,27                |
| Библиотекари-стажёры отправляются расследовать исчезновение при странных обстоятельствах уфолога-одиночки. В ходе поисков они обнаруживают сеть старинных уличных газовых фонарей, от столкновения с одним из которых исчезает Хранитель. Используя оборудование уфолога, они обнаруживают потоки энергии между фонарями и, проследив за энергией, обнаруживают в городе некоторое число невидимых существ. Сопоставив между собой собранную информацию, они также выслушивают рассказ местной чиновницы, сообщившей им, что это — последствия неудачного эксперимента Никола Теслы, сделавшего часть жителей прежнего города энергетически нестабильными, а фонари нужны для их поддержания от рассеивания. Запланировав выброс энергии из огромного конденсатора, все вместе планируют вернуть прежних жителей в реальность, но Кассандра вычисляет, что есть высокая вероятность большого взрыва и пострадают люди современного города в этом месте. Успевая в последний момент, Джейкоб помогает отключить выброс энергии, а Хранитель перед тем — вернуться в реальность. Ева записывает в дневник для будущих Библиотекарей, что через несколько десятилетий, когда накопится новый заряд энергии, нужно снова попробовать вернуть людей в реальность. |            |                                                          |                 |                                  |                 |                     |
| 10 | 10         | «…и Ткацкий станок Судьбы» «And the Loom of Fate»        | Джонатан Фрейкс | Джон Роджерс                     | 18 января 2015  | 3,03                |
| Библиотекарь Флинн со стажёрами, как они думают, нашли ключ и открывают дверь в основной зал библиотеки, но, одураченные Дюлаком из Змеиного братства, на самом деле открыли проход к Реке Времени и Прялке Судьбы. Дюлак приносит в жертву свою помощницу и проскальзывает в проход, где прорезает Ткань Истории, изменяя время. За ним в проход успевают пройти Хранитель и Флинн, но последний почти сразу оказывается с «переписанной» памятью из-за изменений Дюлака — Флинн считает себя учёным и ничего не знает о магии. Они оказываются в текущем времени, но история изменена. Ева с Флинном начинают перемещаться между разными реальностями благодаря помощи местных Библиотекарей: в одной Библиотекарем уже 10 лет как является Джейкоб Стоун, а Ева там мертва. В другой реальности весь мир заполнен зомби из Дома, исполняющего желания, а Библиотекарем является Иезекииль Джонс. В третьей реальности Библиотекарь — Кассандра, являющаяся волшебницей, а мир захвачен драконами. Кассандра отсылает Хранителя и Флинна к Прялке Судьбы, где Флинну удаётся восстановить Ткань, а Еву смертельно ранит Дюлак, который оказывается рыцарем Круглого стола Ланселотом. Ланселота побеждает его сын Галахад, ныне известный как Дженкинс. Переместившись в свою реальность, Флинн всё-таки открывает проход в основной зал библиотеки, находит волшебный эликсир и излечивает Хранителя. |            |                                                          |                 |                                  |                 |                     |

### Сезон 2 (2015)
| № общий | № в сезоне | Название                                                                               | Режиссёр        | Автор сценария                         | Дата премьеры   | Зрители в США (млн) |
| --- | ---------- | -------------------------------------------------------------------------------------- | --------------- | -------------------------------------- | --------------- | ------------------- |
| 11 | 1          | «…и Утонувшая Книга» «And the Drowned Book»                                            | Марк Роскин     | Джон Роджерс                           | 1 ноября 2015   | 2,25                |
| Уже давно работающие отдельно, библиотекари приходят на одну и ту же выставку древних артефактов. Если бы они работали вместе, то успели бы вовремя состыковать информацию и помешать шекспировскому колдуну Просперо из «Бури» вызвать ураган Ариэль, способный уничтожить Нью-Йорк. Просперо сбегает вместе со своим сообщником Мориарти, а библиотекари объединяют усилия, чтобы остановить разыгравшуюся бурю, направив на неё жар звезды Немезиды из Библиотеки. |            |                                                                                        |                 |                                        |                 |                     |
| 12 | 2          | «…и Сломанный посох» «And the Broken Staff»                                            | Марк Роскин     | Алекса Алеманни, Джо Бут и Холли Мойер | 1 ноября 2015   | 1,95                |
| Планом Просперо и Мориарти на самом деле является не восстановление посоха колдуна, а создание нового посоха из Древа знаний, которое находится в самом сердце Библиотеки. Обоим вымышленным персонажам удаётся проникнуть в Библиотеку благодаря оригиналам трудов, породивших их. Еве и Флинну удаётся достичь этого места, несмотря на проблемы с системами безопасности Библиотеки и препятствиями, созданными Просперо в виде других вымышленных персонажей. Флинн уничтожает дерево, которое Просперо неверно считает Древом знаний, а Мориарти под угрозой соглашается мирно уйти. Флинн позже утверждает, что не знает, какое дерево он на самом деле уничтожил. Дженкинс признаётся что с Библиотекой происходят необъяснимые явления, включая пропажу некоторых артефактов. Флинн уходит искать их в одиночку, оставляя Еву и других Библиотекарей готовиться к противостоянию с Просперо. |            |                                                                                        |                 |                                        |                 |                     |
| 13 | 3          | «…и То, что лежит под камнями (Койот)» «And What Lies Beneath the Stones (aka Coyote)» | Марк Роскин     | Алекса Алеманни и Джо Бут              | 8 ноября 2015   | 1,95                |
| В штате Оклахома строительство нового трубопровода компанией Айзека Стоуна, отца Джейка, приводит к высвобождению древнего существа-перевёртыша, которое обожает ложь и хаос. Айзек солгал, чтобы продолжить строительство проекта без надлежащего разрешения, а хаос следует за протестами со стороны активистов народа чокто, которые утверждают (неверно), что на этой земле находятся индейские артефакты. На место приходят трое Библиотекарей, которые представляются археологами, расследующими новообнаруженную пещеру. Джейк, который боится раскрыть отцу правду о своём интеллекте и академических достижениях, утверждает, что является лишь ассистентом «профессора» Иезекииля. Перевёртыш ссорит Библиотекарей, крадёт взрывчатку и (в виде Айзека) приказывает строителям уничтожить пещеру, в которой он был заточен и в которой он замуровал Библиотекарей. Но нашим героям удаётся понять, что единственный способ победить это существо и открыть двери камеры — это поделиться самыми сокровенными тайнами. Джейк вычисляет, что человек, которому он наконец раскрывает правду о себе, не является его отцом (его отец бы ни за что в жизни не обнял сына и не сказал, что любит его) и забрасывает перевёртыша в пещеру. В конце Джейк впервые ставит собственное имя как автор своего нового труда вместо одного из псевдонимов. |            |                                                                                        |                 |                                        |                 |                     |
| 14 | 4          | «…и Цена образования» «And the Cost of Education»                                      | Кортни Роу      | Кейт Рорик                             | 15 ноября 2015  | 1,89                |
| Исчезновение спортивного талисмана приводит Библиотекарей в Векслерский университет, который был основан в XIX-м веке следователем оккультизма и который послужил прообразом вымышленного Мискатоникского университета Говарда Лавкрафта. Там она знакомятся с Люси, гениальной студенткой, которая построила миниатюрный ускоритель частиц и занимается любительскими исследованиями в области магии. На территории университета исчезновение студентов и профессоров считается обычным явлением. Стоун посещает профессора архитектуры, труды которого он боготворит, чтобы расспросить его об истории зданий университета, но раскрывается дыра в пространстве, и огромное щупальце забирает профессора. Герои понимают, что дыра появилась вследствие экспериментов Люси, и пытаются закрыть её, но потустороннее чудовище забирает и Люси. Так как это чудовище привлекает гордыня, Стоун использует Джонса (который считает себя лучшим вором во всём мире) как приманку, пока Кассандра проникает в дыру и вызволяет Люси. Перед возвращением, Кассандра обнаруживает себя в подводном пространстве между измерениями, где женщина (Бет Рисграф) предлагает ей присоединиться к «Озеру», которое является группой женщин, исследующих науку и магию; это они тайно помогали Люси в её исследованиях. Кассандра отказывается из-за верности Библиотеке. По возвращении она спорит с Дженкинсом о политике сокрытия и подавления магии. Люси покидает университет чтобы заниматься собственными исследованиями магии.                        |            |                                                                                        |                 |                                        |                 |                     |
| 15 | 5          | «…и Пустые люди» «And the Hollow Men»                                                  | Ноа Уайли       | Джоффри Торн                           | 22 ноября 2015  | 2,10                |
| Бэйрд, Стоун и Джонс пытаются ограбить коллекцию артефактов чтобы заполучить Шар Заратустры и обнаруживают там же Карсена. Но это оказывается ловушкой; их всех усыпляет неизвестная личность, которая забирает Шар и Карсена. Карсен пробуждается и узнаёт, что его похититель — не Просперо, а крупный человек по имени Рэй, страдающий амнезией, который периодически достаёт артефакты Библиотеки из карманов. Другие Библиотекари обнаруживают жилище Рэя, но он и Флинн уже уехали на библиобусе. Затем появляется Мориарти и пытается захватить коллекцию артефактов Рэя. Трое Библиотекарей убегают, но портал затем отключается, и Бэйрд остаётся. Мориарти предлагает ей свою помощью (и помощь пленённой феи Ариэль) в обнаружении Рэя и Карсена. Тем временем Флиин догадывается, что Рэй является воплощением духа Библиотеки, отделённом от её физической сущности в момент «воссоединения» Библиотеки четыре месяца назад. Вместе, они используют Шар чтобы найти тайный шумерский храм в штате Пенсильвания, затем избегают ловушек в храме, чтобы достичь Посоха Заратустры. Мориарти помогает Бэйрд пройти те же ловушки, и они прибывают к моменту, когда Рэй хватает Посох чтобы восстановить свою память, но мощь Посоха оказывается слишком великой для него. Мориарти убеждает героев позволить ему забрать Посох, чтобы они могли вернуть Рэя в Библиотеку, которая находится на грани смерти. После этого Флинн отправляется на поиски Просперо, и его отношения с Евой уже более натянуты.                              |            |                                                                                        |                 |                                        |                 |                     |
| 16 | 6          | «…и Адский договор» «And the Infernal Contract»                                        | Джонатан Фрейкс | Пол Гайот и Холли Мойер                | 29 ноября 2015  | 2,02                |
| Сэм Деннинг (Майкл Трукко), бывший боевой товарищ Бэйрд, баллотируется на пост мэра своего родного городка в штате Нью-Гэмпшир и просит помощи Бэйрд, когда сотрудница из штаба его предвыборной кампании пропадает без вести. Книга вырезок посылает Библиотекарей в то же место. Они узнают, что предки оппонента Деннинга заключили контракт с демоном (Джон де Ланси). С тех пор члены этой семьи получали от этого выгоду взамен на периодические катастрофы в городке. Чтобы предотвратить очередную катастрофу, Библиотекарям необходимо выкрасть пергамент с контрактом. Когда им это удаётся, Деннинг забирает документ и подписывает его, чтобы демон сделал его героем. Библиотекари попадают в смертельную ловушку, и демон предлагает каждому из них шанс на спасение и величие взамен на подписание контракта. Дженкинс спасает Библиотекарей, ведь он является бессмертным. Бэйрд удаётся обмануть демона и сделать его человеком, тем самым аннулировав контракт. Дженкинс затем объясняет что её задача как Хранителя — защищать души Библиотекарей, а не их тела. |            |                                                                                        |                 |                                        |                 |                     |
| 17 | 7          | «…и Изображение изображения» «And the Image of Image»                                  | Эмили Левисетти | Пол Гайот                              | 6 декабря 2015  | 2,24                |
| Библиотекари проводят расследование популярного лондонского ночного клуба, чьи посетители страдают от эффектов веселья, несмотря на то, что они не принимали в них участия. Оказывается, владельцем клуба является Дориан Грей, который модернизировал свой портрет (используя фотографии посетителей в фотомозаике своего портрета) чтобы сохранить свою молодость за счёт жизней посетителей. Согласно Дженкинсу, который лично знаком с Греем, роман Оскара Уайльда был основан на настоящем Дориане. Уничтожить портрет нельзя, так как он хранится в «облаке». План Дженкинса разрушить чары и уничтожить злодея срабатывает, несмотря на большой риск для Бэйрд. |            |                                                                                        |                 |                                        |                 |                     |
| 18 | 8          | «…и Точка спасения» «And the Point of Salvation»                                       | Джонатан Фрейкс | Джереми Бернштейн                      | 13 декабря 2015 | 2,21                |
| Каким-то образом, сотрудники DARPA раздобыли магический артефакт с Атлантиды и создали мощный квантовый компьютер, который затем начинает давать сбои. Когда на место происшествия попадают Библиотекари и Бэйрд, они попадают в то, что на первый взгляд напоминает временную петлю. Лишь Джонс сохраняет воспоминания всех циклов петли. После некоторых циклов, которые заканчиваются когда кто-то из героев погибает, он понимает что они находятся в компьютерной игре, в которой Джонс — главный герой, а остальные — ВИПы, которых он должен довести до конца «уровня». После многих десятков циклов, Джонс уже еле выдерживает и чуть не срывается, постоянно наблюдая за гибелью друзей. Ему удаётся довести всех трёх до конца ценой собственной жизни, но Кассандра затем восстанавливает его и всех сотрудников лаборатории, вот только Джонс не помнит ничего что произошло. Тем временем Дженкинс вызывает фея, который раскрывает время следующей атаки Просперо — сейчас. |            |                                                                                        |                 |                                        |                 |                     |
| 19 | 9          | «…и Жили долго и счастливо» «And the Happily Ever Afters»                              | Род Харди       | Джоффри Торн и Джереми Бернштейн       | 20 декабря 2015 | 1,94                |
| Карсен возвращается с задания и обнаруживает что Бэйрд и других Библиотекарей нет. Более того, Дженкинс понятия не имеет кто они такие. Книга вырезок посылает его в небольшой городок на острове в Пьюджет-Саунд, где он обнаруживает всех четырёх, живущих идеальными жизнями и не знающими кто он такой и что такое Библиотека. Бэйрд — шериф городка, и встречается с мэром городка Мориарти, Стоун — профессор местного университета, Джонс — агент ФБР, а Киллиан — отставной астронавт (Карсен пытается убедить всех что существование университета и отделения ФБР в таком маленьком городке на острове — полная бессмыслица, и что Киллиан никак не могла побывать на Луне, но его это не удаётся). Затем в городке появляется фея Ариэль, которая попадает в ловушку Карсена и Дженкинса. Она соглашается помочь им снять чары взамен на помощь освободить её от службы Просперо. Им удаётся убедить заколдованных героев выбрать свои настоящие «сюжетные линии» вместо ложных и вернуться. По возвращении (три недели спустя), они узнают что Просперо воспользовался заминкой чтобы зарядить всемирные лей-линии, что грозит концом света. |            |                                                                                        |                 |                                        |                 |                     |
| 20 | 10         | «…и Последний Занавес» «And the Final Curtain»                                         | Марк Роскин     | Джон Роджерс и Пол Гайот               | 27 декабря 2015 | 2,24                |
| Магия Просперо уничтожила всю электротехнику и постепенно превращает мир в лесной рай. Бэйрд и Карсен используют одну из многих машин времени в Библиотеке (среди них можно заметить ТАРДИС и DeLorean Доктора Брауна) чтобы попасть в Уилтон-хаус в 1611-м году, где Уильям Шекспир готовится представить свою новую пьесу королю Якову. Тем временем другие Библиотекари направляются в Уилтон-хаус в наше время. Просперо посылает Мориарти в прошлое чтобы остановить героев, но книжный злодей решает уничтожить хозяина и предпринимает попытку убить Шекспира. Герои спасают великого драматурга, но узнают что изначальный вариант пьесы «Буря» называется «Триумф Просперо» и является выплеском ярости Шекспира на весь мир. Читая слова на сцене, Шекспир превращается в своего персонажа. Таким образом, Бэйрд и Карсен становятся свидетелями «рождения» колдуна, понимая, что он оккупировал тело своего творца. С помощью уже знакомой Владычицы Озера, Карсен воссоединяется со своим другом Экскалибуром, который разрубает посох Просперо. Карсен оставляет подсказки для друзей в настоящем, с помощью которых они проводят обряд экзорцизма на колдуне. Великий поэт вновь становится самим собой и возвращается в своё время через дыру в пространстве-времени чтобы восстановить ход истории, но Бэйрд и Карсен не могут вернуться, так как машина времени была уничтожена. Но им удаётся использовать остатки магии Просперо и слова Шекспира чтобы вернуться «долгим путём». Все счастливы и готовы к новым приключениям. |            |                                                                                        |                 |                                        |                 |                     |

### Сезон 3 (2016-17)
| № общий | № в сезоне | Название                                                              | Режиссёр           | Автор сценария                           | Дата премьеры   | Зрители в США (млн) |
| --- | ---------- | --------------------------------------------------------------------- | ------------------ | ---------------------------------------- | --------------- | ------------------- |
| 21 | 1          | «…и Начало Хаоса» «And the Rise of Chaos»                             | Дин Девлин         | Марко Шнабель и Дин Девлин               | 20 ноября 2016  | 1,89                |
| Древнеегипетский бог Апоп освобождается из своего саркофага в пирамиде Хеопса и захватывает тело американского туриста. Он направляется в Музей науки в Бостоне чтобы раздобыть артефакт и открыть портал, который выплеснет Великое Зло в этот мир. Карсену и остальным Библиотекарям удаётся помешать его плану, несмотря на вмешательство нового правительственного агентства под названием Отдел статистических аномалий, которое также занимается расследованием магии. Дженкинс утверждает, что война за будущее мира уже началась. |            |                                                                       |                    |                                          |                 |                     |
| 22 | 2          | «…и Клыки Смерти» «And the Fangs of Death»                            | Марк Роскин        | Роб Райт                                 | 27 ноября 2016  | 1,62                |
| Видение Шарлин приводит Карсена в далёкий храм инков. Шарлин там проводит заслуженную отставку, но соглашается вернуться узнав о возвращении Апопа. Прежде чем они могут вернуться, прислуга Шарлин зверски перебивает друг друга, а сама Шарлин исчезает. Библиотекари обнаруживают её медальон в огромном ускорителе частиц в Альберте. Но в лаборатории недавно произошёл взрыв, который позволил шакалоголовому Анубису вернуться в мир. Анубис уже успел превратить большинство персонала в оборотней. Согласно видеозаписи камеры наблюдения, Шарлин погибла во время взрыва. Карсену, Бэйрд и другим Библиотекарям удаётся победить оборотней и изгнать Анубиса, тем самым спасая Иезекииля, которого укусил оборотень и который был на грани обращения. Апоп временно остановлен, но лишь Шарлин знает как победить его насовсем, ведь ей уже это удалось несколько тысячелетий назад, когда она была Хранителем Джадсона, первого Библиотекаря. К счастью, Кассандре удаётся восстановить видеозапись, и всем становится ясно, что Шарлин жива. Карсен покидает остальных, чтобы найти её. |            |                                                                       |                    |                                          |                 |                     |
| 23 | 3          | «…и Встреча Зла» «And the Reunion of Evil»                            | Ноа Уайли          | Кейт Рорик                               | 4 декабря 2016  | 1,87                |
| Стоун и Киллиан отправляются в горы Швеции, чтобы найти магический кристалл в ледяной пещере. Вопреки предупреждению Стоуна, Киллиан пользуется заклинанием, чтобы вызволить кристалл из камня. Кристалл затем сливается с грудью Киллиан, после чего на них нападает загадочная фигура. Они убегают и попадают в гостиницу, в которой происходит частная вечеринка. Стоун притворяется ещё не пришедшим членом группы. Вскоре они узнают, что попали на встречу ледяных великанов в человеческом обличье, которые периодически обновляют себя с помощью того самого кристалла. В конце концов, великаны раскрывают обман, когда опоздавший член группы появляется в разгар церемонии. Великаны готовятся принести Киллиан в жертву. Тем временем, Иезекииль получает задание высиживать яйцо Лох-несского чудовища, в то время как он, Бэйрд и Дженкинс пытаются найти способ открыть портал и вызволить Стоуна и Киллиан. Бежав с помощью магии, Стоуну и Киллиан удаётся прыгнуть через неустойчивый портал в Библиотеку. Детёныш Несси вылупляется и считает Иезекииля своей мамой. |            |                                                                       |                    |                                          |                 |                     |
| 24 | 4          | «…и Самоисполняющееся пророчество» «And the Self-Fulfilling Prophecy» | Дин Девлин         | Том Макрэй                               | 11 декабря 2016 | 1,76                |
| Ив, Джейк и Иезекииль приходят в себя промокшие до нитки в странной комнате с греческими символами. Вместе с ними ученик, директор и уборщица из школы в Сиэтле. Пытаясь понять, в чём дело, они вспоминают, что Бэйрд получила предсказание своей смерти от руки Жнеца — бессмертного существа, убивающего лишь в заданный час. Затем они узнают, что команда школы по плаванию использовала мистическую воду из Греции, которая наделила их невероятной удачей. Они не знали, что вода была взята у Дельфийского оракула, которая, оказывается, всё это время притворялась уборщицей. Оракул объясняет, что она получила видение собственной смерти и пытается предотвратить её, наслав Жнеца на Бэйрд внутри собственного пророческого куба. Существует лишь два способа предотвратить сбывание пророчества: создать иное, более мощное, пророчество либо воспользоваться помощью кого-то извне пророчества. Бэйрд использует азбуку Морзе, чтобы сказать Дженкинсу бросить куб через портал в Австралию, разрушая пророчество о гибели Бэйрд. Жнец исполняет пророчество об Оракуле и убивает её, затем говорит Бэйрд, что она свободна. |            |                                                                       |                    |                                          |                 |                     |
| 25 | 5          | «…и Слёзы клоуна» «And the Tears of a Clown»                          | Джонатан Фрейкс    | Стив Криозир и Марк А. Альтман           | 18 декабря 2016 | 1,86                |
| Дженкинс получает предупреждение от Ив и отправляется искать её и Библиотекарей в приезжий карнавал в штате Айова. Там он обнаруживает, что их кто-то превратил в циркачей. Вернув их в Библиотеку, Дженкинс развеивает чары. Они вспоминают, что пошли на карнавал, чтобы расследовать дело о пропавших людях, прежде чем их схватили клоуны. Загримировавшись под клоунов, они возвращаются и следят за владельцем карнавала Кирби Гоулдингом (Шон Астин) — фокусником, который обрёл реальные волшебные способности с помощью нового артефакта. Они узнают, что он использует карнавал, чтобы разыскать свою школьную любовь Шарлот (Фелиция Дэй), чтобы провести обряд Вознесения и послать карнавал в иное измерение. Библиотекари пытаются выкрасть его волшебную палочку, считая её артефактом, но он ловит их и собирается превратить их в восковые фигуры. Стоун догадывается, что цветок у него на груди и есть тот самый магический артефакт, а Шарлот удаётся забрать его у Кирби. Иезекииль заманивает Кирби в чан с воском, тем самым стирая карнавал из реальности и восстанавливая циркачей в их предыдущее состояние. Дженкинс и Ив помещают цветок в новое крыло Библиотеки, специально созданное для хранения новых артефактов. Тем временем, правительственные агенты забирают фотографии Библиотекарей с бывшего места пребывания карнавала. |            |                                                                       |                    |                                          |                 |                     |
| 26 | 6          | «…и Испытание Треугольника» «And the Trial of the Triangle»           | Джонатан Фрейкс    | Ноа Уайли                                | 25 декабря 2016 | 1,65                |
| Ив и Библиотекари похищают Флинна и устраивают ему «вмешательство» на тему того, что он стал помешан на поисках Глаза Ра — единственного артефакта, способного победить Апопа. С их помощью, он узнаёт, что Глаз находился на борту корабля «Тиббар», который пропал в Бермудском треугольнике в 1886-м, вместе с Библиотекарем, который его охранял. С помощью книги вырезок, они узнают, что в Треугольнике должен пропасть пассажирский самолёт на следующий день. Они проникают на борт, но все кроме Флинна эвакуируются с помощью портативной Двери, чтобы спасти пассажиров. Флинн же остаётся на борту самолёта и попадает в Треугольник. Там, он обнаруживает себя в измерении основанном на творениях Льюиса Кэрролла. Чтобы заполучить Глаз, он проходит испытание, во время которого он сознаётся, что остальные действительно были правы о нём. Пройдя испытание, он встречает пропавшего Библиотекаря (Уильям Морган Шеппард), который отдаёт ему Глаз и объясняет, что для его использования необходимо принести в жертву чью-то жизнь. Флинн понимает, что единственную жизнь, которую он сможет принести в жертву — это свою собственную. Он возвращается в Библиотеку и просит Дженкинса не говорить никому про необходимую жертву. Библиотекари посылают агента Департамента статистических аномалий, который тоже был на борту самолёта, на совещание руководства агентства, и его директор решает принять немедленные действия против Библиотекарей. |            |                                                                       |                    |                                          |                 |                     |
| 27 | 7          | «…и Проклятие Синди» «And the Curse of Cindy»                         | Нина Лопес-Коррадо | Гарет Робертс                            | 1 января 2017   | 1,78                |
| Библиотекари расследуют загадочный культ, сосредоточенный на девушке по имени Синди Крогер, которая выпала из реалити-шоу и каким-то образом нашла способ заставить людей поклоняться ей. Флинн и Стоун попадают под её влияние, и Дженкинс понимает, что Синди пользуется мощным эликсиром любви, созданным из её слёз по рецепту богини Афродиты. Более того, с помощью персонала ДСА, которые тоже под её чарами, она намерена запустить химическую ракету, начиненную её эликсиром, чтобы подчинить миллионы людей. Иезекииль, который уже давно влюблён в Синди с тех пор как увидел ей по телевизору, обладает иммунитетом к её чарам и убеждает её отменить запуск, объясняя, что помешательство — это не настоящая любовь. Но оказывается, что Агнес, помощница Синди, намерена всё равно запустить ракету. В последний момент, появляется Дженкинс с противоядием, и Бэйрд отменяет запуск. Также становится известно, что в Агнес вселился Апоп, которому удаётся бежать. Иезекииль и Синди целуются. Апоп возвращается в свой саркофаг в хранилище ДСА. |            |                                                                       |                    |                                          |                 |                     |
| 28 | 8          | «…и Извечный вопрос» «And the Eternal Question»                       | Ноа Уайли          | Кейт Рорик и Николь Ранадайв             | 8 января 2017   | 2,05                |
| В штате Южная Каролина, гольфист и его жена умирают от самовозгорания. Ив и Флинн уходят на «секретное задание» (на самом деле — Флинн устраивает ей свидание), Стоун, Иезекииль и Кассандра отслеживают инцидент к спа-курорту, который содержит семья иммигрантов из Испании. Вскоре, Библиотекари узнают, что и владельцы и работники курорта являются вампирами. Каким-то образом пребывание на территории курорта позволяет вампирам ходить при свете дня. Кассандра, которая недавно узнала, что ей осталось жить считанные дни из-за опухоли, сближается с Эстрейей, дочерью владелицы, которая предлагает дать Кассандре бессмертие. Тем временем, Стоун и Иезекииль узнают, что курорт построен на месте падения редкого метеорита. Томас, брат Эстрейи, надеется создать эликсир из метеорита, который позволит ему создать армию вампиров, способных жить при свете (гольфист и его жена были подопытными кроликами, которые продержались на свету неделю). Дженкинс уничтожает последователей Томаса, тогда как Эстрейя убивает брата, который ранее убил их мать. Сразу после этого, Кассандра теряет сознание, и Библиотекари относят её в больницу, где ей удаляют опухоль. Очнувшись, Кассандра узнаёт, что её математический дар не только не исчез (более того, он усилился), но она ещё и обрела способность к ментальному общению. |            |                                                                       |                    |                                          |                 |                     |
| 29 | 9          | «…и Роковая разлука» «And the Fatal Separation»                       | Джонатан Фрейкс    | Роб Райт, Стив Криозир и Марк А. Альтман | 15 января 2017  | 1,60                |
| В городе Шангри-Ла, Стоун учится боевым искусствам у Царя Обезьян. Затем на город нападает коллекционер магических артефактов по имени Стерлинг Лам, который забирает посох Обезьяны себе. Под видом наёмников, Иезекииль и Кассандра тайно привозят остальных в город, но лазутчиков затем обезвреживает сам Царь Обезьян, который находится под властью Лама. Во время побега, Флинн и Стоун обнаруживают Шарлин в коллекции Лама. Опасаясь, что Апоп попытается воспользоваться её телом, чтобы уничтожить Библиотеку, Шарлин решает отрезать себя от неё и, тем самым, лишиться бессмертия и уйти в иное измерение. Флинн категорически против. Ив встречает генерала Рокуэлл, своего наставника, которая раскрывает, что является главой ДСА и что Ив является засланным агентом, хоть и сама того не желает. Рокуэлл считает, что Библиотека — угроза для государства, и что Ив приняла клятву защищать страну, а значит обязана помочь ей. С помощью Шарлин, Флинн побеждает Лама, тогда как Стоуну удаётся взять верх над Царём Обезьян. Стоун возвращает посох Царю, который награждает его заклинанием, которое «принесёт свет во тьму». В Библиотеке, Дженкинс признаётся в любви Шарлин прежде чем отослать её в иное измерение к Джадсону. |            |                                                                       |                    |                                          |                 |                     |
| 30 | 10         | «…и Гнев Хаоса» «And the Wrath of Chaos»                              | Марк Роскин        | Марко Шнабель                            | 22 января 2017  | 1,97                |
| Ив соглашается впустить Рокуэлл и ДСА в Библиотеку взамен на свободу Библиотекарей. Она также заполучает данные о мистической ловце снов внутри горы Рашмор, но это оказывается отвлекающим манёвром ДСА чтобы ослабить защиту Библиотеки. Ив ведёт ДСА внутрь и превращает Дженкинса в камень с помощью головы Горгоны Медузы. Флинн посылает троицу освободить Дженкинса, пока сам он занимается диверсионной работой в Библиотеке. Стоун, Иезекииль и Кассандра обнаруживают Дженкинса в огромном хранилище артефактов, построенном ДСА. Они догадываются, что им необходимо немного отупеть, чтобы освободить Дженкинса. Ив сеет сомнения о саркофаге Апопа в голове Рокуэлл, и генерал открывает его. Апоп вселяется в неё и решает взорвать бомбу в центре Библиотеки, чтобы выпустить абсолютное зло на волю. Ив раскрывает, что всё это является планом, составленным ей и Флинном чтобы уничтожить Апопа с помощью Глаза Ра. Однако Флинн не рассказал ей, что для этого понадобится пожертвовать чей-то жизнью (то есть, своей). Флинн прощается с духами Шарлин и Джадсона и идёт на смерть. Апоп взрывает бомбу, затем покидает тело генерала и появляется как дух. Флинн использует Глаз, чтобы впитать силу Апопа, но затем остальные Библиотекари придумывают как остановить злодея. Стоун использует заклинание Царя Обезьян, чтобы наделить Апопа душой; Кассандра использует свой новый дар, чтобы дать ему знаний; Иезекииль использует эликсир Синди, чтобы дать Апопу сердце. Таким образом, Апоп становится человеком. Флинн бросает Глаз в него, таким образом Апоп сам становится необходимой жертвой и уничтожается. Рокуэлл соглашается вернуть все артефакты на место. Стоун, Кассандра и Иезекииль решают пользоваться магией лишь в самых крайних случаях и продолжают свою работу. Ив принимает Флинна таким, какой он есть. |            |                                                                       |                    |                                          |                 |                     |

### Сезон 4 (2017-18)
| № общий | № в сезоне | Название                                                | Режиссёр        | Автор сценария               | Дата премьеры   | Зрители в США (млн) |
| --- | ---------- | ------------------------------------------------------- | --------------- | ---------------------------- | --------------- | ------------------- |
| 31 | 1          | «…и Тёмный секрет» «And the Dark Secret»                | Марк Роскин     | Марко Шнабель                | 13 декабря 2017 | 1,68                |
| Флинн и Ив готовятся к церемонии соединения с Библиотекой, чтобы заменить Джадсона и Шарлин и обрести бессмертие. Тем временем, группа католических священников, желающих изъять знание из мира, обнаруживают один из краеугольных камней Библиотеки. Если найти все четыре камня и провести ритуал, то Библиотека уничтожится, возвращая мир в Тёмные века. Дженкинс раскрывает, что Николь Нун — первый Хранитель Флинна — всё ещё жива. Флинн считал, что она погибла во время взрыва машины времени. На самом деле, её отбросило в прошлое, где она сделала себя бессмертной и вновь дожила до наших дней, чтобы отомстить. Библиотекарям удаётся обнаружить остальные камни, однако они попадают в руки священников. Николь помогает им провести ритуал, и Библиотека начинает уничтожаться. Однако это было обманом. Николь бросает один из камней в пространственный луч, чтобы никто больше никогда не смог повторить ритуал, однако попадает в него сама. Флинн обматывается верёвкой и прыгает за ней. Ему удаётся вернуть её за мгновение до схлопывания луча. Библиотека в безопасности, однако Николь сбегает. |            |                                                         |                 |                              |                 |                     |
| 32 | 2          | «…и Похищение удачи» «And the Steal of Fortune»         | Эрик Ла Саль    | Гэри Розен                   | 13 декабря 2017 | 1,36                |
| Джейкоб навещает старого друга и узнаёт, что у жители городка постоянно испытывают неудачу. Всё ведёт к местному заведению, совмещающему казино и скачки. Они узнают, что владелец казино каким-то образом крадёт удачу посетителей. Однако всё оказывается не совсем так. На самом деле, девушка владельца — древнеримская богиня удачи Фортуна, которая отбирает удачу воздушным поцелуем по-телевизору. Единственный способ обойти проклятие — не использовать удачу, то есть мухлевать. Кассандра использует свои способности, чтобы постоянно выигрывать в рулетку, а Иезекииль взламывает слот-машину. Библиотекари узнают, что Фортуна намерена использовать прямую трансляцию выборов, чтобы забрать удачу у миллионов, бросая всю страну в хаос. Библиотекари подстраивают выигрыш всех посетителей, в результате чего Фортуна вновь превращается в статую. |            |                                                         |                 |                              |                 |                     |
| 33 | 3          | «…и Вор Рождества» «And the Christmas Thief»            | Ноа Уайли       | Николь Ранадайв              | 20 декабря 2017 | 1,48                |
| Санта Клаус оставляет свои сани в Библиотеке, пока он со своими эльфами, а также с Ив, Флинном и Дженкинсом отправляются в отпуск. Иезекииль навещает приёмную мать Ленор и сестёр, которые являются мелкими воришками. Когда их подколки доводят его, он показывает матери Библиотеку. Ленор выкрадывает волшебную дверь. Иезекииль, Кассандра и Джейкоб летят к ней на санях. Они узнают, что она воспользовалась дверью, чтобы выкрадывать подарки из-под ёлок по всему миру, включая ворованную картину Яна Вермеера «Концерт» из хранилища «Банка Воров». Иезекииль вынуждает её вернуть полотно, так как его новый владелец не прощает краж. В хранилище, их ловит хозяин банка, который оказывается Покровителем воров — братом Санта Клауса. Он заставляет Ленор выболтать всю правду, затем она передаёт ему ключ от саней его брата. Покровитель желает уничтожить сани, чтобы отомстить брату и остановить Рождество. Кассандра звонит Дженкинсу, который появляется с письмом от Санты, в котором тот добровольно отдаёт брату сани. Так как Покровитель воров может принимать лишь ворованное, сани теперь обезопашены от него. Иезекииль с матерью летают по всему миру на санях, возвращая подарки. Ленор осознаёт, что давать — гораздо приятнее, чем забирать. Иезекииль раскрывает, что всё ворованное он отдавал нуждающимся, будучи современным Робином Гудом. |            |                                                         |                 |                              |                 |                     |
| 34 | 4          | «…и Серебряный экран» «And the Silver Screen»           | Джонатан Фрейкс | Ноа Уайли                    | 20 декабря 2017 | 1,40                |
| Ив и Флинн идут на показ чёрно-белого кино и внезапно попадают в сам фильм в роли главных героев нуар-детектива. Чтобы выбраться, им необходимо следовать сюжету. К счастью, Ив знает фильм наизусть. Однако, пройдя весь сюжет до конца, они внезапно обнаруживают себя в самом начале. Дженкинс общается с владелицей кинотеатра, которая является дочерью режиссёра фильма, и читает первоначальную версию сценария, который заканчивает совсем иначе. Ему удаётся сообщить об этом Ив и Флинну, и они следуют по-иному пути. Тем временем, Джейкоб, Кассандра и Иезекииль пытаются проникнуть в фильм с помощью Двери, однако оказываются в вестерне, а затем в научно-фантастическом фильме. В конце концов, всем удаётся вернуться в реальный мир, а владелица узнаёт, что все сценарии её отца написала его молодая ассистентка, которая оказывается её настоящей матерью. |            |                                                         |                 |                              |                 |                     |
| 35 | 5          | «…и Кровоточащая корона» «And the Bleeding Crown»       | Марк Роскин     | Том Макрэй                   | 27 декабря 2017 | 1,82                |
| Всё население небольшого городка внезапно становится престарелым. Отправившись туда, Библиотекари натыкаются на старомодно-одетого мужчину, который представляется как Даррингтон Дэр — Библиотекарь. Флинн узнаёт в нём Библиотекаря из 1880-х и своего кумира. Даррингтон объясняет, что попал в это время, преследуя своего заклятого врага — колдуна Эмброуза Гетика. Именно Гетик виновен в старении населения городка. Библиотекари разделяются, однако Ив, Джейкоб, Кассандра и Иезекииль попадают в руки злодея, который создаёт престарелые копии их и засылает их в Библиотеку. Флинн и Даррингтон догадываются, что Гетик использует электросеть для своей магии и обнаруживают колдуна на электростанции. Злодей намерен использовать энергию Библиотеки, чтобы зарядить Кровоточащую корону и уничтожить Даррингтона. Для этого иму и понадобилось начало XXI века, ведь только тогда одновременно существует аж четыре Библиотекаря. Пока Даррингтон сражается со своим врагом, Флинн спасает Дженкинса от злых клонов и помещает его в камеру Гетика. Попытка выкачать жизненную силу у бессмертного вызывает перегрузку Короны, и злой колдун взрывается. Даррингтон сердит на Дженкинса (называя его Галахадом), что тот не объяснил Флинну почему иметь более одного Библиотекаря — плохая идея. Оказывается, в V веке, Библиотека выбрала братьев Бальтуса и Жаррадана, сделав обоих Библиотекарями. Однако братья повздорили и устроили гражданскую войну, результатом которой стали Тёмные века. Флинн советует Даррингтону помириться с друзьями, зная что тому суждено погибнуть на следующий день после возвращения. Однако совет Флинна приводит к тому, что Даррингтон не погибает и доживает до 1950-го года. Он оставляет Флинну письмо, в котором благодарит его за совет, но опять же настаивает, чтобы он уволил остальных и остался единственным Библиотекарем. |            |                                                         |                 |                              |                 |                     |
| 36 | 6          | «…и Могила времени» «And the Grave of Time»             | Джонатан Фрейкс | Марко Шнабель и Ларри Стуки  | 27 декабря 2017 | 1,52                |
| Ив отправляется на поиски Николь, чтобы понять почему она не хочет вернуться в Библиотеку. Однако Хранители обнаруживают русских наёмников, взламывающих пустые могилы Николь. Оказывается, их наниматель занимается поисками Иглы Кощея, способной уничтожить целую армию или убить бессмертного. Флинн и Дженкинс отправляются за ними. Все встречаются в Украинском Полесье, где Флинну удаётся найти Иглу. Тем временем, Ив и Дженкинс попадают в руки работодателя наёмников, который утверждает, что является потомком Романовых, обвиняя Николь в колдовстве и гибели царской семьи. Однако на самом деле, он оказывается Распутиным, который использует Иглу, чтобы забрать у Николь её бессмертие и смертельно ранить её. Флинну и Ив удаётся уничтожить Распутина чернобыльской радиацией. В Библиотеке, Дженкинс проводит ритуал, отдавая Николь своё бессмертие. Николь благодарна, но всё равно покидает Библиотеку. Флинн же тоже решает посмотреть что его ждёт за пределами Библиотеки и подаёт в отставку. |            |                                                         |                 |                              |                 |                     |
| 37 | 7          | «…и Раз-зачарованный лес» «And the Disenchanted Forest» | Дин Девлин      | Николь Ранадайв и Гэри Розен | 3 января 2018   | 1,25                |
| После ухода Флинна, Ив ведёт остальных Библиотекарей в лесной лагерь, специализирующийся на укреплении рабочих коллективов, следуя наводке книги вырезков. Они узнают, что из лагеря постоянно пропадают посетители, однако организатор скрывает это, объявляя, что они просто ушли, не выдержав нагрузки. Джейкоб влюбляется в одну из вожатых и узнаёт, что она является журналисткой, занимающаяся поисками Библиотеки. Внезапно, лес похищает Джейкоба. Ив, Кассандра, Иезекииль, вожатая, а также сотрудники ДСА обнаружвают его в коре древнего дерева, которое является прародителем всех деревьев мира. Оказывается, лес попросто пытался найти переводчика, который бы позволит ему общаться с людьми. К счастью, лингвистические познания Джейкоба позволяют ему взять роль переводчика. Сотрудники ДСА соглашаются сделать лес заповедником, а дерево передаёт Библиотекарям шишку, которая способна возродить его, если оно вдруг умрёт. Ив клянётся хранить шишку в Библиотеке. Джейкоб показывает журналистке Библиотеку, однако объясняет, что не может быть с ней, так как его судьба — быть Библиотекарем. |            |                                                         |                 |                              |                 |                     |
| 38 | 8          | «…и Скрытое хранилище» «And the Hidden Sanctuary»       | Ноа Уайли       | Кейт Рорик                   | 10 января 2018  | 1,41                |
| После едва не закончившегося плачевно задания в Эквадоре, Кассандра решает отправиться в отпуск в небольшой городок в Огайо под названием Хэйвенпорт, который считается самым безопасным городом в Америке. Жители городка собираются праздновать 10 000 дней без несчастных случаев. Кассандра пытается жить нормальной жизнью, нанимаясь в местную библиотеку, вступая в кружок вышивания и участвуя в соревнованиях по-выпечке. Однако Фредди — малолетний сын её арендодателя — не желает мириться с загадкой, ведь абсолютно безопасных городков не бывает. В конце концов, они узнают, что 27 лет назад, один мальчик нашёл в лесу раненую фею и загадал желание, чтобы все в городке были в безопасности. С тех пор, он стал мэром и держит фею в снежном шаре. В конце концов, Фредди разбивает шар, освобождая фею. К сожалению, фея решает отомстить всему городку за 27-летнее заточение. Кассандра смиряется со своей должностью Библиотекаря и придумывает способ поймать фею в железную ловушку (феи боятся железа). Фредди же затем использует своё желание, чтобы заставить фею испытывать страх. Фея улетает, а Кассандра возвращается в Библиотеку. |            |                                                         |                 |                              |                 |                     |
| 39 | 9          | «…и Город „Вражда“» «And a Town Called Feud»            | Валери Вайсс    | Том Макрэй                   | 17 января 2018  | 1,34                |
| В городке под названием Вражда, во время исторической реконструкции сражения гражданской войны, появляются призраки. Ив, Джейкоб и Иезекииль отправляются на расследование, тогда как Кассандра остаётся с Дженкинсом. Основной легендой городка является вражда между двумя братьями, которые вступили в противоборствующие армии и, согласно легенде, застрелили друг друга в бою. У каждого была половина медальона матери. Управляющая музея утверждает, что недавно обнаружила вторую половину медальона. Библиотекари считают, что это и послужило причиной появления призраков. Всё это время, Джейкоб и Иезекииль постоянно ругаются, кто из них является лучшим Библиотекарем, ведь только одному суждено связать себя вечными узами с Библиотекой вместе с Ив после ухода Флинна. Во время церемонии воссоединения медальона, появляются призраки братьев, а также их армии, которые вселяются в тела туристов и готовятся стрелять друг в друга. Сами братья вселяются в тела Джейкоба и Иезекииля. Однако братья намеренно стреляют мимо, и то же самое делают их войска. Ив понимает, что управляющая перекроила настоящую историю на свой лад. На самом деле, братья не смогли убить друг друга на поле боя и помирились, прежде чем погибнуть от пушечного выстрела. Управляющая нашла медальон целым и разделила его, чтобы создать захватывающую историю для завлечения туристов. Призраки счастливы и исчезают, а Иезекииль советует управляющей рассказать настоящую историю, а также изменить название городка на «Прощение». Все трое решают, что Библиотекарей должно быть трое. Однако Дженкинс и Кассандра обнаруживают записи одного из сотрудников Библиотеки XVIII века, который объясняет истинную причину вражды братьев-Библиотекарей, и теперь Дженкинс и Кассандра уверены, что Библиотекарь должен быть один.                                                  |            |                                                         |                 |                              |                 |                     |
| 40 | 10         | «…и Парень по имени Джефф» «And Some Dude Named Jeff»   | Линди Бут       | Марко Шнабель                | 24 января 2018  | 1,35                |
| Парень по имени Джефф большой фанатик коллективных мифологических игр. В одной из игр выдумывает Библиотеку и Библиотекарей, и сам становится большим фаном Дженкинса. По интернету он находит древнюю книгу магии, читает заклинание и меняется с настоящим Дженкинсом телами, а так же сам того не подозревая, вызывает страшного демона. Заручившись поддержкой друзей Джеффа и открыв им тайну существования Библиотеки, тоже больших фанов игры в Библиотеку, Дженкинс отправляется в Библиотеку через черный ход, полный испытаний. С помощью альтернативных библиотекарей ему удается пройти испытания и победить демона. Дженкинс и Джефф возвращаются в свои тела. |            |                                                         |                 |                              |                 |                     |
| 41 | 11         | «…и Испытание одного» «And the Trial of the One»        | Марк Роскин     | Том Макрэй                   | 31 января 2018  | 1,34                |
| После ухода Флинна Библиотекари в растерянности, подходит равенство планет, Библиотека начинает рушиться, а единственного Библиотекаря, достойного связаться с Ив и Библиотекой, так и не определили. Вопреки запрету Дженкинса, Кассандра, Джейкоб, Изекииль и Ив решают прочитать заклинание испытания достойного Библиотекаря. В результате нечто, назвавшееся Библиотекой, похищает Дженкинса и через его тело, под угрозой убийства Дженкинса, заставляет биться Библиотекарей насмерть. Ив удается снять заклинание и освободить друзей от угрозы смерти, но Библиотека все же убивает Дженкинса. Кассандра, Джейкоб и Изекииль сильно расстроены и решают уйти в отставку. Ив остается единственным человеком, связанным с Библиотекой. В конце становится ясно, что за уходом Библиотекарей, гибелью Дженкинса и погибелью Библиотеки стоит Николь, которая давно обижена на Библиотеку и давно мечтала ее уничтожить. Звучит последний звон и Библиотека исчезает, а Ив перемещается в пространстве на завод. |            |                                                         |                 |                              |                 |                     |
| 42 | 12         | «…и Эхо памяти» «And the Echoes of Memory»              | Дин Девлин      | Кейт Рорик                   | 7 февраля 2018  | 1,44                |
| Ив попадает в мир без красок, где правит Корпорация. Пытаясь сохранить Библиотеку, Ив строит у себя в голове Дворец Памяти, где сохраняет некоторые ключевые артефакты Библиотеки. Беда в том, что уничтожив Библиотеку, у всех, кто с ней был связан, постепенно стирается память о ней, этот эффект быстро настиг Библиотекарей, и постепенно настигал и полковника Берт. Ив удается собрать Кассандру, Джейкоба и Изекииля, а сама попадает в психиатрическую больницу, где встречает Флинна. Он был похищен Николь из Библиотеки, которая несколько раз пыталась стереть ему память. Но Флинн оказался умнее, и соорудил Дворец Памяти у себя в палате, тем самым сохранив воспоминания о Библиотеке и о дорогих ему людях и артефактах. Попав к нему в палату, к Ив возвращаются воспоминания Библиотеки. Николь встречает Флинна и Ив вместе, и решает отправить их на стирание памяти. Кассандра, Джейкоб и Изекииль спасают Хранителя и Библиотекаря. Пытаясь бежать, все пятеро попадают в комнату без выхода. Хранитель Ив Берт с лозунгом "Нам не надо бежать, мы уже дома, мы и есть Библиотека", создает Библиотеку вокруг команды, рассказывая почему каждый член команды носит звание Библиотекаря. Команда переносится в пространстве, а реальность с Николь исчезает. Флинн придумывает способ изменить ход истории, перенесясь во времени и убедив Николь прожить жизнь не в целях мести Флинну и Библиотеке, а чтобы стать Хранителем Библиотеки. В результате Флинн и Ив переносятся в день репетиции церемонии и встречают Дженкинса, подтвердившего, что он бессмертен: Николь Нун в самом деле изменила историю согласно его пожеланиям. Флинн решает соединиться с Ив и Библиотекой раньше срока, а Дженкинс, с согласия Кассандры, Джейкоба, Изекииля, Библиотеки и артефактов, начинает официальную церемонию Соединения.                                             |            |                                                         |                 |                              |                 |                     |